# He Long
He Long 贺龙 (1896-1969) est un militaire et homme politique chinois.

## Biographie
He Long est né à Dayong dans le Hunan, il est le fils d'un officier pauvre de l'armée mandchoue. Sous l'influence de son père, He Long entre dans l'armée. En 1912, il prend la direction de milliers de paysans, poussés à la révolte par la famine, et pratique une forme de banditisme social. En 1918, afin de le neutraliser, le gouvernement lui offre un commandement dans l'armée provinciale. Jusqu'en 1925, He Long est chef de garnison et vit des prélèvements de taxes sur les caravanes qui transportent l'opium du Yunnan à Hankou.
En 1926, He Long intègre le Guomindang, et son armée subit une réorganisation sous le commandement de Zhen Yichun, un communiste diplômé de l'académie militaire de Whampoa. En 1927, sa fidélité va au gouvernement légal de Wuhan, et il refuse de suivre Tchiang Kaï-chek qui se livre à une purge anticommuniste. Le 1er août 1927, quand Ye Ting et Zhu De soulèvent leurs régiments, He Long se joint à eux avec ses troupes. Ils formeront ensemble le premier noyau de l'Armée rouge. Le soulèvement de Nanchang est réprimé en trois jours, He Long adhère alors au Parti communiste chinois.
He Long se réfugie à Hong Kong, où Zhou Enlai l'initie au marxisme. Puis il rejoint Mao Zedong qui lui attribue les tâches d'organisateur de l'Armée rouge et de commissaire politique. He Long est élu au comité exécutif du Parti en 1931. Pendant la Longue Marche, He Long mène ses troupes jusqu'au Xikang et fait sa jonction avec la IVe armée de Zhang Guotao. En 1936, après l'incident de Xi'an, il prend le commandement de la 120e division et organise des bases anti-japonaises dans la zone Shānxi-Suiyuan. En 1945, le congrès national de Yan'an l'élit au Comité central du Parti communiste chinois.

## Famille
Son fils est He Pengfei (贺鹏飞),  Vice Amiral et  commandant en chef de la marine chinoise.